# Schizomyia ericae
Schizomyia ericae är en tvåvingeart som beskrevs av Rubsaamen 1915. Schizomyia ericae ingår i släktet Schizomyia och familjen gallmyggor. Inga underarter finns listade i Catalogue of Life.